# 24 de Diciembre (Panamá)
El corregimiento 24 de diciembre, creado y segregado del corregimiento de Pacora según la Ley N° 13 del 6 de febrero de 2002, es una de las 24 divisiones del Distrito de Panamá. Cuenta con una población de casi 100,000 habitantes, lo cual lo hace uno de los más poblados del país.

## División política y límites
El corregimiento se divide en sectores o barriadas, las cuales son: Rubén Darío Paredes, Santa María de los Ángeles N°1 y N°2, 24 de diciembre, Vista Hermosa, Urb. Monte Rico, San Pedro, Pradera Azul, Nueva Esperanza, Felipillo, Nuevo Tocumen,  Altos del Ángel y Los Cántaros #1,Los Cántaros #2.
Límites:
- Al norte: con el corregimiento de Tocumen ( Cerro Zul y Aserrio) y San Martin
- Al sur: con el corregimiento de Tocumen (La Siesta)
- Al este: con el corregimiento de Pacora (Los Lotes) y San Martin (Puerta de Galicia)
- Al oeste: con el corregimiento de Tocumen (Cabuya)

## Historia
A finales de la década de 1970, empezó la migración hacia estas tierras situadas al este de la ciudad capital. En ese entonces el caserío era conocido por el nombre de Realengo  el señor Antonio Pinto  (Toño Pinto) junto con los primeros pobladores la Familia Pinto empiezan la repartición de los lotes formando así en los sectores 1 y 2 del area; más tarde el sector pasó a llamarse 24 de Diciembre, y estaba dentro de los límites del corregimiento de Pacora. Sin embargo, aunque era notable su crecimiento, sus moradores tenían que recorrer largos senderos para obtener agua potable o bien transportarse al centro de la ciudad.
Gran porcentaje de Realengo, actual 24 de Diciembre, estaba originalmente compuesta por personas procedentes de provincias centrales que arribaron a estas tierras con ánimo de trabajar y forjarse un mejor futuro. El crecimiento demográfico paralelo al desarrollo social, cultural, económico y educativo en el sector, fueron fuentes de inspiración, para que cuatrocientos dirigentes comunitarios y miembros de la sociedad civil efectuaran diferentes estudios, confeccionaran el mapa con sus límites y sectores, y recolectaran miles de firmas de miembros de la comunidad quienes querían ser independientes. Actualmente el H.R. Dorindo Vega Moreno, lleva la administración como representante del corregimiento desde el 1 de julio de 2024. 

## Educación
El corregimiento cuenta con escuelas y colegios tales como: Centro Básico General 24 de Diciembre, Centro Educativo Básico General Santa María de Los Ángeles, Instituto Profesional Y Técnico Jeptha B. Duncan G., Altos de Cabuya, Cerro Azul, Juan E. Jiménez, Vista Hermosa, Escuela Francisco de Miranda (Felipillo), Unión Centroamericana,Ricaute Soler, San Miguel Febres Cordero, Colegio Bilingüe La Academia, Instituto Nocturno de Felipillo, centro educativo Quiriat-Salem, Escuela El Buen Pastor Voz de Alerta y un Paso Hacia el Futuro.
Además, cuenta con centros de orientación infantil: CEFACEI Mundo Feliz, Las Abejitas, Moisés Aarón, Jehová Jireth 1, Solecito del Milenio, Génesis del Saber, La Biblia Abierta, Preescolar Oasis,  Escuela Comunitaria 24 de Diciembre, La Luz del Saber, Felipillo, Los Almendros, Cerro Azul, María Lombardo.instituto nuevo amanecer, también El Instituto Educativo Easy To Learn de la Profa. Mabia M. de Ramírez 